# Chacina do Guarujá
A Chacina do Guarujá ocorreu em 31 de julho de 2023, durante a Operação Escudo, que deixou ao menos 28 mortos. Essa operação ocorreu após a morte de um policial da ROTA, ocorrida no dia 27 de julho. A Coalização Negra por Direitos mobilizou manifestações.
O governador de São Paulo, Tarcísio de Freitas, defendeu a atuação dos policiais, afirmando que "não houve excesso" por parte dos agentes. Entretanto, houve relatos de tortura por parte de testemunhas.
Em 2 de agosto, o secretário da Segurança Pública do estado de São Paulo, Guilherme Derrite, afirmou que denúncias de tortura e execuções durante ação da Polícia Militar no Guarujá, no litoral paulista, não passam de narrativas. Em discussão durante a CPI do Movimento dos Trabalhadores Sem Terra, na Câmara dos Deputados, em Brasília, ele disse que todos os exames do Instituto Médico Legal, as necrópsias não apontam nenhum sinal de violência, muito menos de tortura.

## Contexto

### 2023
Em 27 de julho de 2023, na Vila Zilda, no Guarujá, os policiais da ROTA Patrick Bastos Reis, que morreu, e Cabo Marin foram baleados enquanto faziam um patrulhamento. Nesse contexto, foi deflagrada a Operação Escudo, supostamente a fim de encontrar os autores do crime.
A Operação Escudo tem duração previste de um mês e envolve toda a força de operações especiais do estado, incluindo cerca de 3 mil agentes da Polícia Militar. No dia 29 de julho, o ambulante Felipe Vieira Nunes, que não tinha registro de antecedentes criminais, foi morto pela Polícia. Testemunhas relatam que houve tortura e o corpo do ambulante tinha queimaduras de cigarro e marcas de tortura.

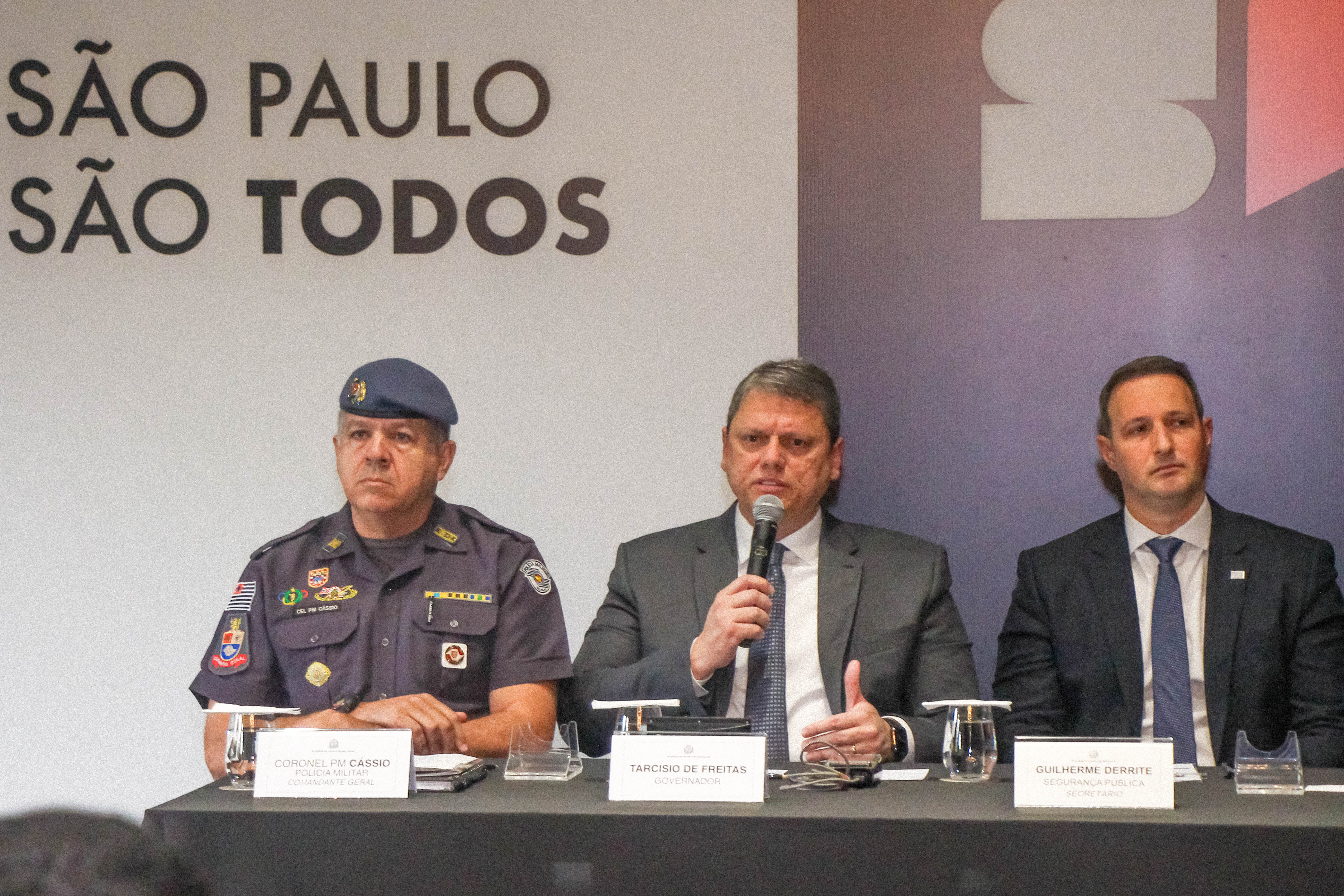
Coletiva de imprensa sobre a Operação Escudo realizada em 31 de julho de 2023 com a presença do comandante geral da PMESP, o governador do estado Tarcísio de Freitas e o secretário de segurança pública Guilherme Derrite

Em 5 de setembro, o governo estadual de Tarcísio de Freitas anunciou o fim da Operação Escudo. Nos 40 dias de ação, segundo o balanço divulgado pelo secretário Guilherme Derrite, 958 pessoas foram presas e 28 indivíduos morreram em supostos confrontos com policiais.
Em 12 de setembro, a Polícia Militar anunciou que uma nova fase da mesma operação inicia no litoral após a morte de um sargento aposentado assassinado pelos bandidos em duas motos em São Vicente, no dia 8 do mesmo mês.

### 2024
Em 26 de fevereiro de 2024, as entidades de defesa dos direitos humanos e institutos ligados à segurança pública entregaram na noite ao procurador-geral de Justiça, Mario Sarrubbo, um relatório de denúncias de abusos e violência policial durante a Operação Escudo na Baixada Santista. O relatório entregue ao procurador-geral de Justiça de São Paulo apresenta, a partir de relatos de familiares e testemunhas, 'assassinatos, tortura, socorro dificultado, mudança de cena do crime', de 7 a 9 de setembro de 2023 nas cidades de Santos e São Vicente.
Em 16 de abril, o porta-voz da Polícia Militar do Estado de São Paulo confirmou que o governo estadual retomou a Operação Escudo no litoral do estado após o soldado Luca Romano Angerami, de 21 anos, desaparecer na madrugada do dia 14 do mesmo mês na Baixada Santista.
Em 17 de abril, o governador de São Paulo, Tarcísio de Freitas, negou a retomada daquela operação um dia após a confirmação do porta-voz da Polícia Militar.
Em 24 de abril, a Justiça de São Paulo tornou réus 2 policiais militares das Rondas Ostensivas Tobias de Aguiar (Rota), a tropa de elite da Polícia Militar de São Paulo, por matar um homem e simular que ele estava armado durante a Operação Escudo, em julho de 2023, na Baixada Santista. Segundo a denúncia do Ministério Público de São Paulo (MP-SP), na noite de 29 de julho de 2023, os policiais militares Rafael Perestrelo Trogillo e Rubem Pinto Santos mataram Jefferson Junio Ramos Diogo, de 34 anos, em uma favela localizada na Rua Quatro, número 1, em Guarujá.
Em 23 de julho, dois policiais militares das Rondas Ostensivas Tobias de Aguiar (Rota) se tornaram réus por morte de um homem de 40 anos durante a Operação Escudo, que ocorreu em 28 de julho de 2023, na Rua Albino Masques Nabeto, no distrito de Vicente de Carvalho, em Guarujá, no litoral de São Paulo.
Em setembro, o sargento Eduardo de Freitas Araújo e o soldado Augusto Vinícius Santos de Oliveira, da Rota, foram os primeiros réus da operação a receber uma sentença de pronúncia, quando a Justiça considera que há o mínimo de provas para encaminhar o caso a um tribunal de júri. Os policiais militares são acusados de matar Rogério de Andrade Jesus, uma das vítimas da chacina, durante a ação realizada na Baixada Santista.
Em setembro, um estudo produzido pelo Grupo de Estudos dos Novos Ilegalismos da Universidade Federal Fluminense (GENI/UFF), do Rio de Janeiro, disse que 90 por cento dos casos em que houve remoção do cadáver na primeira fase da Operação Escudo, da Polícia Militar, na Baixada Santista, em julho e setembro de 2023, ocorreram sem necessidade, já que as vítimas chegaram mortas aos hospitais e não receberam atendimento médico.

### 2025
Em 3 de julho de 2025, o Ministério Público de São Paulo decidiu manter o arquivamento de 11 inquéritos que investigava a conduta de policiais militares durante as operações Escudo e Verão, que deixaram um saldo oficial de 84 mortos pela Polícia Militar na Baixada Santista.